# 423645 Quénisset
423645 Quénisset è un asteroide della fascia principale. Scoperto nel 2005, presenta un'orbita caratterizzata da un semiasse maggiore pari a 2,7258047 au e da un'eccentricità di 0,1332654, inclinata di 6,00917° rispetto all'eclittica.
L'asteroide è dedicato all'astronomo francese Ferdinand Quénisset.